# 扬-马尔科·蒙塔格
扬-马尔科·蒙塔格（德語：Jan-Marco Montag，1983年8月12日—），德国男子曲棍球运动员。他曾代表德国国家队参加2008年夏季奥林匹克运动会男子曲棍球比赛，获得一枚金牌。